# Essipit
Essipit är ett reservat i Kanada befolkat av innu. Det ligger i regionen Côte-Nord och provinsen Québec, i den östra delen av landet, 600 km nordost om huvudstaden Ottawa. Arean är 0,82 kvadratkilometer.